# Автомобільні шляхи Вінницької області
Автомобі́льні шляхи́ Вінницької області — мережа доріг на території Вінниччини, що об'єднує між собою населені пункти та окремі об'єкти та призначена для руху транспортних засобів, перевезення пасажирів та вантажів.

## Дороги державного значення

### Міжнародні автомобільні дороги
| Індекс та номер дороги | Маршрут у межах області | Протяжність у межах області, км |
| ---------------------- | --- | ------------------------------- |
| E50 М12                | Хмельницька область — Дяківці Т 0610 • Р31 — Громадське E583 — Обхід м. Вінниця (23 км) Р17 — Літин — ВороновицяТ 0230 — Немирів Т 0221 • Р36 • Р08 — Нижча Кропивна Т 0234 — Гайсин Р33 — Р54 — Черкаська область    | 184 км                          |
| E583 М21               | Молдова — Могилів-Подільський Т 2308 — Вендичани Т 0220 • Т 0217 • Т 0229 • Т 0241 — Рів Т 0218 — Т 0214 — Людавка — E50 — Вінниця — E50 — Стрижавка — Калинівка Т 0219 — Махнівка Т 0238 • Н02 — Житомирська область | 190 км                          |

### Національні автомобільні дороги
| Н02 | Житомирська область Р31 — Бродецьке — Махнівка М21 — Козятин Т 0227 — Сокілець — Житомирська область | 52 км |

### Регіональні автомобільні дороги
| Індекс та номер дороги | Маршрут у межах області | Протяжність у межах області, км |
| ---------------------- | --- | ------------------------------- |
| Р08                    | Немирів E50 — р. Південний Буг — Брацлав Т 0234 — Тульчин Т 0222 — Вапнярка Т 0233 • Т 0212 — Томашпіль Т 0220 — Клембівка — Ямпіль Т 0202 — Молдова | 118 км                          |
| Р17                    | Київська область — Якимівка Т 0223 — Оратів Т 0235 • Т 0228 • Т 0606 — ЛиповецьР33 • Т 0236 • Р33 — Гуменне М12 | 157 км                          |
| Р31                    | Житомирська область — Петриківці — Уланів Т 0238 — Великий МитникТ 0610 — р. Південний Буг — Т 0219 — М12 | 79 км                           |
| Р33                    | Вінниця М12 • E50 — р. Десна — Турбів Т 0219 • Т 0203 — р. Десна — Липовець Р17 — Іллінці Т 0606 • Т 0221 — Паріївка Т 0228 — р. Соб — Кам'яногірка Т 0234 — Гайсин E50 • Т 0226 — Ладижин Т 0237 — Тростянець Т 0222 — Ободівка Т 0202 — Чечельник Т 0225 — Ольгопіль Р54 — Одеська область | 214 км                          |
| Р36                    | Немирів E50 — р. Південний Буг — Печера — Т 0222 — Шпиків Т 0212 — Джурин — р. Мурафа — Т 0229 — Березівка Т 0218 • Т 0220 — Могилів-Подільський | 107 км                          |
| Р54                    | Краснопілка E50 — Теплик Т 0224 — р. Удич — Красносілка — р. Південний Буг — Бершадь Т 0222 • р. Берладинка • Т 0202 — Ольгопіль Р33 — р. Савранка — Одеська область | 105 км                          |

### Територіальні автомобільні дороги
| Індекс та номер дороги | Маршрут у межах області | Протяжність у межах області, км |
| ---------------------- | --- | ------------------------------- |
| Т 0202                 | Могилів-Подільський Р36 — Бронниця — р. Мурафа — ЯмпільТ 0218 • Р08 • Т 0215 — р. Яланка — р. Марківка — Городківка — Крижопіль Т 0233 — Ободівка Р33 — р. Берладинка — Бершадь Т 0222 • Р54 — р. Дохна — Джулинка р. Південний Буг • Т 0207 — Черкаська область | 202 км                          |
| Т 0203                 | Турбів Р33 • Т 0227 — Погребище — Т 0236 • Т 0606 — р. Рось — Київська область | 70 км                           |
| Т 0204                 | Вінниця (Вінницькі Хутори) E50 • М12 — Майдан-Чапельський Т 0212 — Вінниця (Старе місто) | 19 км                           |
| Т 0205                 | Кунка E50 — Куна Р33 | 8.4 км                          |
| Т 0207                 | Джулинка Т 0202 — Ставки — Кіровоградська область | 6.7 км                          |
| Т 0211                 | Вербовець Т 2308 — Наддністрянське — р. Дністер — Чернівецька область | 18.5 км                         |
| Т 0212                 | Вінниця Т 0204 • Т 0216 • Т 0230 — р. Південний Буг — Тиврів Т 0242 • Т 0230 — Велика Вулига — Шпиків Р36 — Комаргород Р08 | 80 км                           |
| Т 0214                 | E50 • Р31 — Білозірка — М21 — Т 0218 | 31 км                           |
| Т 0215                 | Ямпіль Т 0202 — Велика Кісниця | 21 км                           |
| Т 0216                 | Вінниця (вул. Пирогова) — Агрономічне — р. Південний Буг — Гнівань — Т 0212 • Т 0230 — Тиврів | 33.6 км                         |
| Т 0217                 | Муровані Курилівці Т 0232 • Т 2308 — р. Лядова — М21 — Горай | 23.6 км                         |
| Т 0218                 | Лука Барська Т 2310 Т 0610 — Рів • р. Рів • E583 — Жмеринка — Шаргород — Гибалівка Т 0230 • Т 0229 — Березівка Р36 — Чернівці Т 0220 • р. Мурафа • Мазурівка — Ямпіль Т 0202                                                                                     | 131.6 км                        |
| Т 0219                 | Стара Гута Т 0610 — Р31 — р. Південний Буг — Калинівка М21 — Турбів Р33 | 64.8 км                         |
| Т 0220                 | Вендичани М21 — Кричанівка • р. Немія — Р36 — Чернівці • р. Мурафа — Антонівка • р. Русава — Томашпіль Р08 | 60 км                           |
| Т 0221                 | Немирів E50 — Жорнище — Іллінці Т 0606 Р33 | 28.5 км                         |
| Т 0222                 | Шпиків Р36 — Т 0234 — Тульчин Р08 • Р08 — Т 0224 — Бершадь Р54 Т 0202 | 86.4 км                         |
| Т 0225                 | Болган (пункт контролю) — Піщанка Т 0233 — Чечельник Р33 | 47.3 км                         |
| Т 0226                 | Гайсин Р33 — Теплик Т 0224 | 29.6 км                         |
| Т 0227                 | Білопілля Т 0606 — Козятин Н02 — Вівсяники Т 0203 | 54.6 км                         |
| Т 0229                 | Бар Т 0610 — Т 0241 — М21 — Слобода-Шаргородська Т 0218 — Нові Хоменки Р36 | 60.6 км                         |
| Т 0230                 | Вороновиця E50 — Т 0212 — р. Південний Буг — Тиврів Т 0242 • Т 0212 — Пеньківка — р. Мурафа — Шаргород Т 0218 | 70 км                           |
| Т 0231                 | E50 — Вінниця (аеропорт) | 1.2 км                          |
| Т 0233                 | Вапнярка Р08 — Крижопіль Т 0202 — Піщанка Т 0225 — Одеська область | 53 км                           |
| Т 0236                 | Липовець Р17 • Р33 • р. Соб — Спичинці • р. Рось — Погребище Т 0203 • Т 0606 — Київська область | 69 км                           |
| Т 0240                 | Ямпіль Р08 — переправа через р. Дністер | 3.3 км                          |

Частково територією області проходять територіальні автомобільні дороги інших областей
| Індекс та номер дороги | Маршрут у межах області | Протяжність у межах області, км |
| ---------------------- | --- | ------------------------------- |
| Т 0606                 | Житомирська область — Старостинці — Гопчиця — Погребище • р. Рось • Т 0203 • Т 0236 — Плисків Т 0223 — Р17 — Іллінці • р. Соб • Р33                                                                                                   | 62 км                           |
| Т 0610                 | Житомирська область — Мар'янівка — Великий Митник Р31 — Хмільник • р. Південний Буг — Т 0219 — М12 — Хмельницька область — Вінницька область — Лука Барська Т 2310 — Бар Т 0229 — Ялтушків Т 2305 — Гулі Т 0232 — Хмельницька область | 118 км                          |
| Т 2305                 | Хмельницька область — Бригидівка — Ялтушків Т 0610 | 8.6 км                          |
| Т 2308                 | Хмельницька область — Т 0211 — Вербовець — Муровані Курилівці Т 0232 Т 0217 — Яришів • р. Лядова — Могилів-Подільський • р. Немія • М21                                                                                               | 53.5 км                         |
| Т 2310                 | Хмельницька область — Лука Барська Т 0610 Т 0218 | 2.7 км                          |

## Дороги місцевого значення
У Вінницькій області нараховується 860 обласних та сільських автомобільних доріг місцевого значення загальною протяжністю 6589.2 км. Дані станом на 2014 рік.

### Обласні автомобільні дороги
| Індекс та номер дороги | Маршрут у межах області                            | Протяжність у межах області, км |
| ---------------------- | -------------------------------------------------- | ------------------------------- |
| О020101                | Бар — Антонівка — Маньківці                        | 12.1                            |
| О020102                | Бар — Сеферівка                                    | 10.8                            |
| О020103                | Бар — Гармаки                                      | 10.3                            |
| О020104                | Бар — Комарівці                                    | 7.5                             |
| О020106                | Лугове — Мигалівці — Супівка — Снітків             | 30.9                            |
| О020107                | Копайгород — ст. Котюжани                          | 9.5                             |
| О020201                | Бершадь — Поташня                                  | 9.2                             |
| О020202                | Бершадь — Пятківка — Жабокрич                      | 12.9                            |
| О020203                | Східний об'їзд м. Бершадь                          | 10.8                            |
| О020205                | Джулинка — Дяківка — Серебрія                      | 25.9                            |
| О020206                | Берізки Бершадські — Баланівка                     | 37.5                            |
| О020207                | Флорино — Голдашівка                               | 20                              |
| О020208                | Веселівка — Тернівка                               | 9                               |
| О020302                | Некрасово — Микулинці                              | 5.2                             |
| О020303                | Стрижавка — Мізяків — Гу́щинці                      | 19.2                            |
| О020304                | Вороновиця — Іллінці                               | 39                              |
| О020401                | Гайсин — Гранів — Нараївка                         | 23.5                            |
| О020402                | М12 — Гайсин — Ш.Бондурівська                      | 18.5                            |
| О020403                | Мар'янівка — Губник                                | 22.2                            |
| О020404                | Губник — Соболівка — Красносілка                   | 28.6                            |
| О020405                | Куна — Степашки                                    | 17.4                            |
| О020406                | Тарасівка — ст. Зятківці                           | 18.2                            |
| О020407                | М12 — Гайсин — Теплик                              | 32.7                            |
| О020408                | Куна — Кунка                                       | 8.4                             |
| О020501                | Іллінці — Бабин                                    | 12                              |
| О020502                | Іллінці — Василівка                                | 10.3                            |
| О020503                | Іллінці — Красненьке                               | 9.9                             |
| О020506                | Дашів — Фронтівка                                  | 35.2                            |
| О020507                | Слобідка — Іллінці                                 | 5.5                             |
| О020508                | Т 0221 — Якубівка                                  | 3.4                             |
| О020601                | Рожепи — Сербинівці — Ярошенка                     | 38.3                            |
| О020602                | Браїлів — Гнівань                                  | 17.3                            |
| О020605                | Браїлів — Жмеринка — М.Жмеринка                    | 14.5                            |
| О020607                | Станіславчик — Тарасівка — ст. Ярошенка            | 13.8                            |
| О020608                | Телелинці — Мовчани — Носиківка                    | 13.3                            |
| О020702                | Чернятин — Калинівка — Шепіївка                    | 40.1                            |
| О020705                | Калинівка — Павлівка                               | 7.9                             |
| О020708                | М21 — Голендри — Нова Гребля                       | 21.5                            |
| О020802                | Н02 — Журбинці — Самгородок                        | 22.5                            |
| О020803                | Н02 — Махаринці — Козятин — Н02                    | 16.2                            |
| О020804                | Пляхова — Непедівка — Білопілля                    | 17.4                            |
| О020805                | Н02 — Білопілля — Вівсяники ч/з Королівку          | 12.6                            |
| О020902                | Іллівка — Павлівка                                 | 16                              |
| О020903                | Савчино — Гарячківка                               | 24                              |
| О020904                | Соколівка — Павлівка                               | 14.9                            |
| О020905                | Шарапанівка — Куниче — Соколівка                   | 10.9                            |
| О020906                | Городківка — Савчино                               | 10.5                            |
| О021001                | Липовець — Жорнище                                 | 15.8                            |
| О021002                | Росоша — ст. Липовець                              | 8.6                             |
| О021004                | Нова Прилука — Л.Лисіївка                          | 6.3                             |
| О021006                | Брицьке — Щаслива                                  | 25.6                            |
| О021007                | Зозівка — Троща — Іллінці                          | 16.3                            |
| О021008                | Нова Прилука — Нова Гребля                         | 12.9                            |
| О021101                | Літин — Микулинці — Некрасове                      | 10.9                            |
| О021102                | Літин — Бірків                                     | 4                               |
| О021104                | Уладівка — Пиків                                   | 11.6                            |
| О021105                | Горбівці — Лисогірка — Кармелюкове                 | 26.6                            |
| О021106                | Бруслинів — Стрижавка                              | 28.6                            |
| О021201                | Мог. Подільський — Конева — Сугаки                 | 18.8                            |
| О021202                | Хоньківці — Козлів — Липчани                       | 16.7                            |
| О021203                | Юрківці — Лядова                                   | 24.1                            |
| О021205                | Конева — Кукавка — Ломозів                         | 34.6                            |
| О021207                | Коштуля — Грушка — Суботівка                       | 27.9                            |
| О021208                | Могилів-Подільський — Суботівка                    | 8.4                             |
| О021301                | Муровані Курилівці — Кукурівка                     | 15.1                            |
| О021302                | Муровані Курилівці — Гулі — Петримани              | 3                               |
| О021303                | Шаргород — Вищеольчедаїв — Конищів                 | 45.4                            |
| О021306                | Вищеольчедаїв — Дружба — Наддністрянське           | 28.7                            |
| О021307                | Горай — Плоске — Сугаки                            | 18.3                            |
| О021401                | Немирів — Рачки — Криківці                         | 12.6                            |
| О021402                | Немирів — Мухівці                                  | 5.1                             |
| О021404                | Обідне — Ковалівка — ст. Кароліна                  | 26.9                            |
| О021406                | Червоне — Ситківці — Буди                          | 25.8                            |
| О021407                | Рубань — Ометинці                                  | 25.4                            |
| О021502                | Медівка — Новий Животів                            | 20.4                            |
| О021503                | станція Оратів — Юшківці                           | 26.8                            |
| О021504                | Фронтівка — Балабанівка — Цибулів                  | 12.9                            |
| О021601                | Піщанка — Миролюбівка                              | 8.4                             |
| О021602                | Грабарівка — Студенна — Баштанків                  | 25.7                            |
| О021603                | Болган — Грабарівка                                | 11.4                            |
| О021604                | Попелюхи — Рудниця — Городище                      | 10.5                            |
| О021605                | Попелюхи — Гонорівка — Козацьке                    | 7.5                             |
| О021606                | Піщанка — Брохвичі — Гонорівка                     | 6.5                             |
| О021701                | Погребище — Ширмівка — Соснівка                    | 24.3                            |
| О021702                | Плисків —Якимівка                                  | 23,6                            |
| О021703                | ст. Погребище — Адамівка — Розкопане — Барвінкове  | 8.4                             |
| О021704                | Очеретня — Плисків                                 | 13.1                            |
| О021705                | Границя Житомирської області — Погребище — Іллінці | 59.8                            |
| О021801                | Р54 — Тополівка                                    | 7                               |
| О021802                | Теплик — Комарівка                                 | 14.7                            |
| О021804                | Теплик — Россоша — Погоріла                        | 18.7                            |
| О021805                | Метанівка — Бджільна                               | 21.5                            |
| О021901                | Томашпіль — Ракова — Яришівка                      | 6.7                             |
| О021902                | Томашпіль — Пеньківка                              | 6.3                             |
| О021904                | Джурин — Рожнятівка — П.Борівський                 | 17.8                            |
| О021905                | Горишківка — Томашпіль — Нетребівка                | 39.8                            |
| О021907                | Яланець — Ратуш — Цекинівка                        | 32                              |
| О021908                | Нетребівка — Савчино                               | 10.3                            |
| О022002                | Капустяни — Ободівка                               | 22.6                            |
| О022003                | Савинці — Вільшанка — Велика Кісниця               | 71.4                            |
| О022004                | Тростянець — Торканівка                            | 29.2                            |
| О022101                | Тульчин — Маньківка — Ладижин                      | 28.9                            |
| О022102                | Тульчин — Тиманівка — Вапнярка                     | 30                              |
| О022104                | Тульчин — Зарічне — Тарасівка                      | 12.1                            |
| О022105                | Торків — Брацлав — Ситківці — Леухи                | 82.9                            |
| О022106                | Завалля — Нестерварка                              | 1.4                             |
| О022107                | Нестерварка — Кинашів                              | 2.5                             |
| О022108                | Мазурівка — Тульчин                                | 5.8                             |
| О022109                | Печора — Нестерварка                               | 20                              |
| О022111                | Шпиків — Сліди — Нове Місто                        | 19                              |
| О022201                | Тиврів — Канава                                    | 15.4                            |
| О022205                | Нове Місто — Деребчин — Яворове — Калинівка        | 30.5                            |
| О022206                | Онитківці — Красне — Гришівці                      | 36.9                            |
| О022207                | Рахни Польові — Бушинка — межа Тиврівського району | 15.2                            |
| О022302                | Петриківці — Лозна — Уладівка — Іванів             | 40.7                            |
| О022303                | Хмельницька область — Слобода-Кустовецька          | 62.9                            |
| О022304                | Куманівці — Уладівка                               | 32.2                            |
| О022305                | Хмільник — Війтівці                                | 8.4                             |
| О022306                | Хмільник — Лозова — Гулі                           | 16.2                            |
| О022307                | Рогинці — Кордилівка — Дружне                      | 49.8                            |
| О022402                | Бабчинці — Воєводчинці                             | 24.3                            |
| О022403                | Чернівці — Букатинка                               | 16.1                            |
| О022404                | Тропове — Біляни — Березівка                       | 15.6                            |
| О022501                | Чечельник — Кодима                                 | 15.4                            |
| О022502                | Чечельник — Стратіївка                             | 8.4                             |
| О022503                | Чечельник — Білий Камінь                           | 7.9                             |
| О022504                | Бершадь — П'ятківка — Жабокрич                     | 8.9                             |
| О022601                | Шаргород — Конищів                                 | 9                               |
| О022602                | Шаргород — Перепільчинці                           | 13.9                            |
| О022603                | Ярошенка — ст. Ярошенка                            | 2.2                             |
| О022604                | Телелинці — Носиківка                              | 7.6                             |
| О022605                | Слобода-Шаргородська — Яришів                      | 50.9                            |
| О022606                | Мурафа — Деребчин — Томашпіль                      | 39.9                            |
| О022607                | Мурафа — Моївка — Клембівка                        | 57.1                            |
| О022608                | Джурин — Рожнатівка                                | 7.1                             |
| О022703                | Качківка — Дзигівка — Михайлівка                   | 41.9                            |

### Сільські автомобільні дороги
У Вінницькій області нараховується 727 сільських автомобільних доріг місцевого значення.